# Rivière à l'Ours (vattendrag i Kanada, lat 50,30, long -63,05)
Rivière à l'Ours är ett vattendrag i Kanada.   Det ligger i provinsen Québec, i den östra delen av landet, 1 100 km nordost om huvudstaden Ottawa.